# Čtvrté nádvoří Pražského hradu

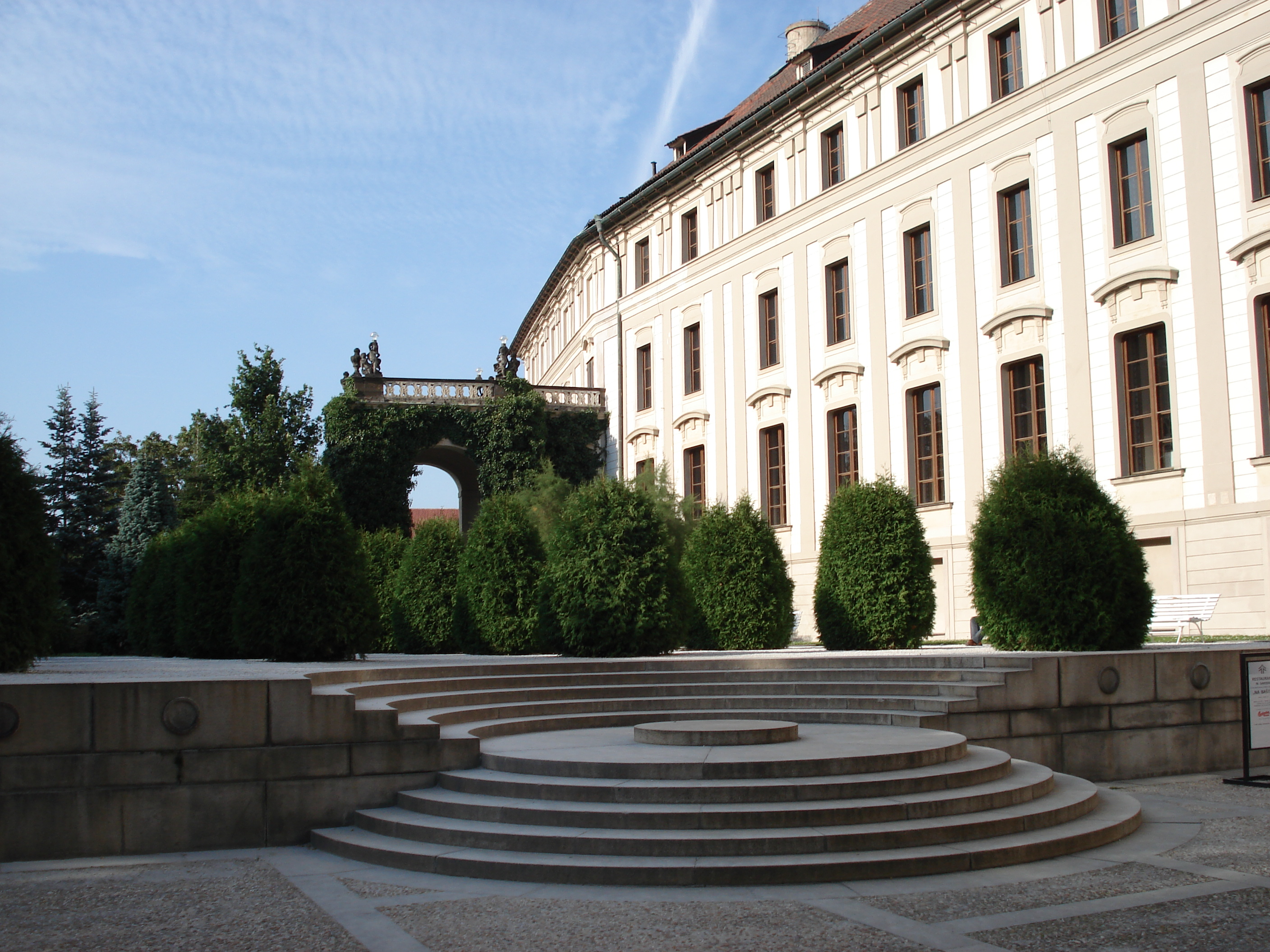
V popředí schodiště nádvoří do zahrady Na Baště, vpravo palácové křídlo v pozadí se vstupním portikem Španělského sálu

Čtvrté nádvoří Pražského hradu je jedno ze čtyř nádvoří na Pražském hradě, jehož větší část zaujímá zahrada Na Baště. Je situováno v západní části hradního areálu. Vstoupit do něj lze bránou vedle Arcibiskupského paláce na Hradčanském náměstí, na východní straně průjezdem v paláci ze II. hradního nádvoří nebo od severu schodištěm z Jeleního příkopu či Plečnikovou lávkou od Prašného mostu podél severního hradního křídla. Plocha nádvoří, vymezená palácovými budovami pouze na jižní a východní straně, je rozdělena na menší jižní dlážděnou část a severní vyvýšenou zahradu Na Baště.
Od ostatních hradních nádvoří se zřetelně liší. Leží na vedlejších komunikacích – není součástí slavnostního vstupu, netvoří rovnou plochu (resp. jen vlastní malé nádvoří na jihu), je doplněno zelení a vlastně se nejedná o klasické nádvoří: palácové budovy nejsou primárně koncipovány k vymezení nádvoří, zbývající strany tvoří ohradní zeď sousedního objektu a terasa vysunutá za obvod hradního křídla. Také označení „Čtvrté nádvoří“ se ujímá teprve v posledních desetiletích.

## Historie
Prostor nádvoří byl již v 9. století součástí hradního sídliště, tehdy odděleného od Hradčanského náměstí hlubokou roklí. Poté (v 80. letech) byl v těsném východním sousedství postaven první hradní kostel Panny Marie. Na přelomu 10. století se prostor stává součástí předhradí valově opevněného hradiště. Hlavní centrum se sice přesouvá do vnitřní části hradiště, přesto si však toto místo uchovalo jistou významnost. V 11. století je kostel přebudován a ve 12. století je v jižní části dnešního nádvoří postaven kamenný dům s dřevěným patrem, tedy v době, ze které nejsou doloženy kamenné domy (s výjimkou biskupského sídla) ve střední části hradu.
Přemysl Otakar II. přeměnil předhradí na trojitý pás příkopů (včetně rokle) s opevněním. Pozdější vývoj není systematicky zdokumentován. V severní části jsou zaznamenány zbytky gotických staveb včetně obranné věže a středověká bašta (odkrytá před portikem). V severní části se nachází i zbytky renesančních staveb. Za Rudolfa II. je budováno severní křídlo s pozdějším Španělským sálem, ostatní stavby netvořily souvislé ohraničení prostoru.

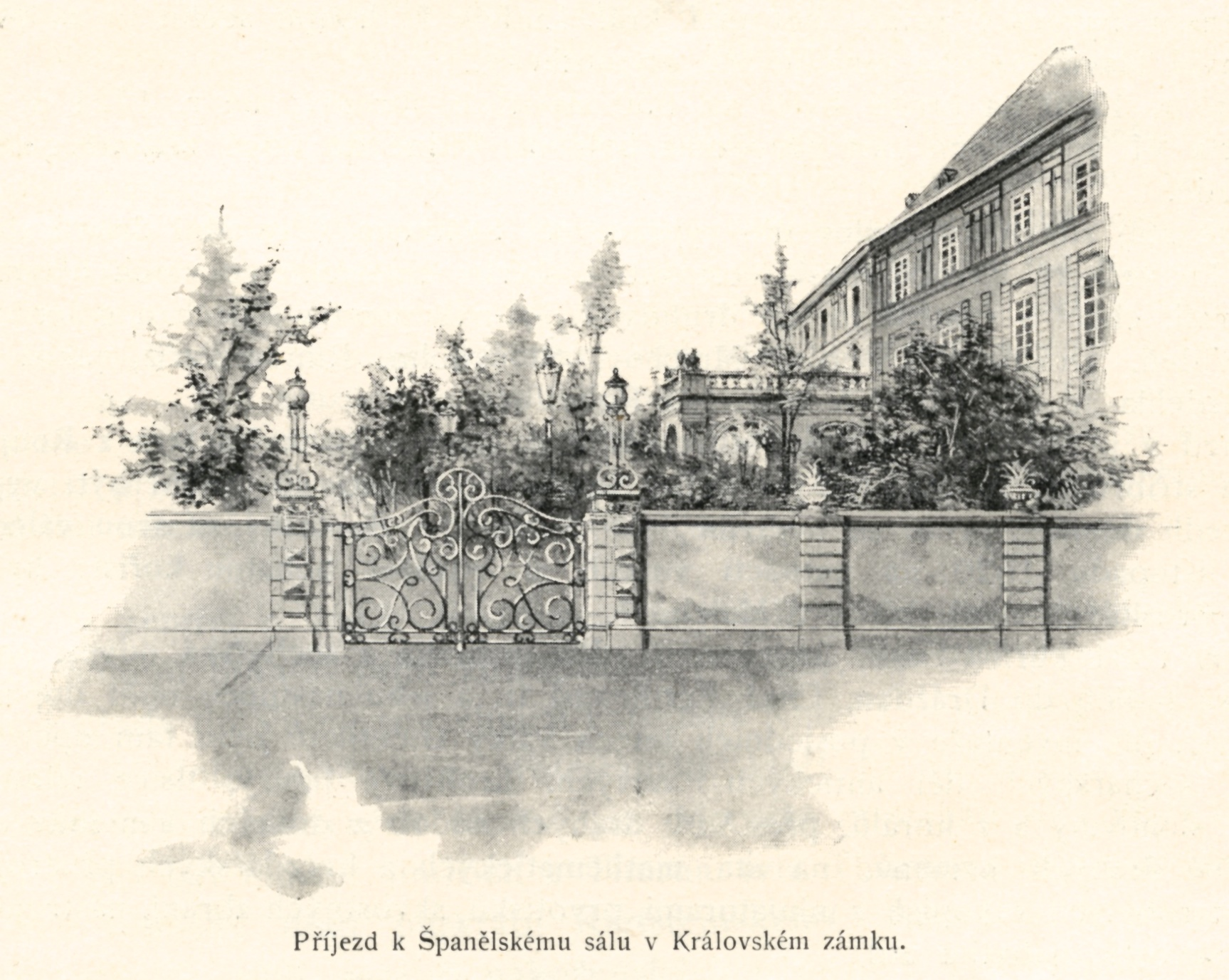
Zahrada před Plečnikovou úpravou

Dnešní palácová křídla byla zbudována za císařovny Marie Terezie podle návrhu vídeňského architekta Nicolo Pacassiho. Od něho pochází také portikus, tvořící vstup do Španělského sálu.
Po vzniku republiky (za prezidenta T. G. Masaryka) Josip Plečnik původně uvažoval o vybudování trasy z I. nádvoří skrz jeho severní výběžek směrem ke vstupu do Španělského sálu. Nakonec (návrh z roku 1927) ponechal základní uspořádání nezměněné. V jižní části řešil automobilové spojení Hradčanského náměstí s II. nádvořím, od severu pěší propojení upraveným schodištěm z Jeleního příkopu a nově vybudovanou lávkou od Prašného mostu. Nově koncipoval prostor zahrady, kde pergolou zastřešil objevenou středověkou baštu. Vytvořil novou zeď se schodištěm oddělující zahradu, zeď arcibiskupství doplnil rustikou a na severu navrhl charakteristickou balustrádu. Na západní straně v 50. letech 20. století byla přistavěna architektem Moravcem restaurace.

## Popis
Na východní straně na rampě je portikus se vstupem do Španělského sálu v severním hradním křídle. Na severní křídlo navazuje vstupní (západní) s průjezdem na II. nádvoří, ve kterém jsou za prosklenou stěnou vykopávky nejstaršího pražského kostela Panny Marie. Jižní stranu nádvoří ohraničuje tzv. severní výběžek tohoto vstupního křdla, které využívá Hradní stráž. Palácové budovy mají stejně jako na všech ostatních nádvořích fasádu z 18. století od Nicolo Pacassiho.
Západní stranu nádvoří tvoří zahradní zeď Arcibiskupského paláce, Plečnikem doplněná rustikou a svítidly (tzv. Plečnikova oka). Na jižním konci je Plečnikova železná brána, v severní části restaurace, vybudovaná v letech 1957–1958 architektem Miroslavem Moravcem pod vedením Pavla Janáka.
Severní okraj nádvoří (zahrady) je tvořen vyhlídkovou terasou nad Jelením příkopem, která zastřešuje arkádovou chodbu (označovanou i jako Plečnikova kolonáda) o úroveň níže. K ní a do příkopu je přístup po schodišti z kyklopského zdiva, které dal Josip Plečnik do kontrastu s jemně tvarovanou balustrádou terasy a přilehlé tzv. Plečnikovy lávky vedoucí k Prašnému mostu a k tzv. Pacassiho bráně s průjezdem na II. nádvoří.
Menší jižní dlážděná plocha je členěna v pruzích uspořádanými obdélníky, které jsou ohraničeny žulovými pásky a vyplněny do betonu uloženými vystupujícími oblázky. Toto řešení mělo efektivně odvádět dešťovou vodu. Dlážděná plocha je v západní části oživena solitérním stromem. Severní část prostoru nádvoří, kterou zaujímá vyvýšená zahrada Na Baště, Josip Plečnik oddělil novou zajímavě rytmizovanou zídkou s konvexně-konkávním schodištěm uprostřed. Půdorys schodiště tvoří kruh, spodní polovina stupňů půlobloukem vystupuje před zeď, zbylé stupně v půlkružnicích opačným směrem vykrajují plochu zahradní terasy.

## Zahrada Na Baště
Zahrada Na Baště zaujímá větší (asi 80 %), vyvýšenou severní část IV. nádvoří. Dnešní podoba s rysy japonské zahrady vychází z návrhu Josipa Plečnika. Střední část pod rampou ke Španělskému sálu zaujímá trávník se stromy, šlapáky (kameny) a především pergolou krytými zbytky středověké bašty, která dala zahradě jméno. Další travnatý pruh se stromy a lavičkami je podél západní a s keři podél východní strany. Pochozí plochy jsou vysypány bílým štěrkem, do kterého jsou zakomponovány pravidelně osázené střižené stromy, na jihu v rastru 4x4 +2 (prostor středních dvou na jižní straně zaujímá schodiště), 4 symetricky na severu, kde jsou ještě další dva v ose travnatých pruhů.
Zahrada svou relativní odlehlostí od turistického ruchu, exotickým charakterem a kombinací rytmických kompozičních prvků se střední částí symbolicky reprezentující přírodní scenérii umožňuje navození uklidňující, až kontemplativní nálady.